# 성남 나들목
성남 나들목(Seongnam IC)은 경기도 성남시 중원구 성남동에 설치된 수도권제1순환고속도로의 2번 교차로이다. 나들목 진출입로는 하대원동과수진동을 접하고 있다. 여수사거리와 연결되어 있었으나 현재는 입체 교차로가 되어 국도 제3호선과 경충대로가 연결되어 있다.

## 연혁
- 1987년 12월 31일 : 나들목 신설을 위해 성남 도시계획시설 교통광장에 성남시 성남동 일원을 성남 나들목으로 고시[1]
- 1991년 10월 31일 : 서울외곽순환고속도로 판교 ~ 하남 구간 개통과 함께 영업 개시[2]
- 1998년 3월 7일 : 나들목 개량을 위해 성남시 도시계획시설 교통광장을 변경[3]
- 1999년 7월 15일 : 나들목 연결로 차로수 변경을 위해 성남시 도시계획시설 교통광장을 변경[4]
- 2019년 5월 24일 : 2020년 12월까지 나들목 진출로 설치 공사를 위해 경기도 성남시 중원구 성남동 294m 구간 도로구역 변경[5]
- 2020년 7월 23일 : 탄천로와 접하는 나들목 개통

## 구조물 정보

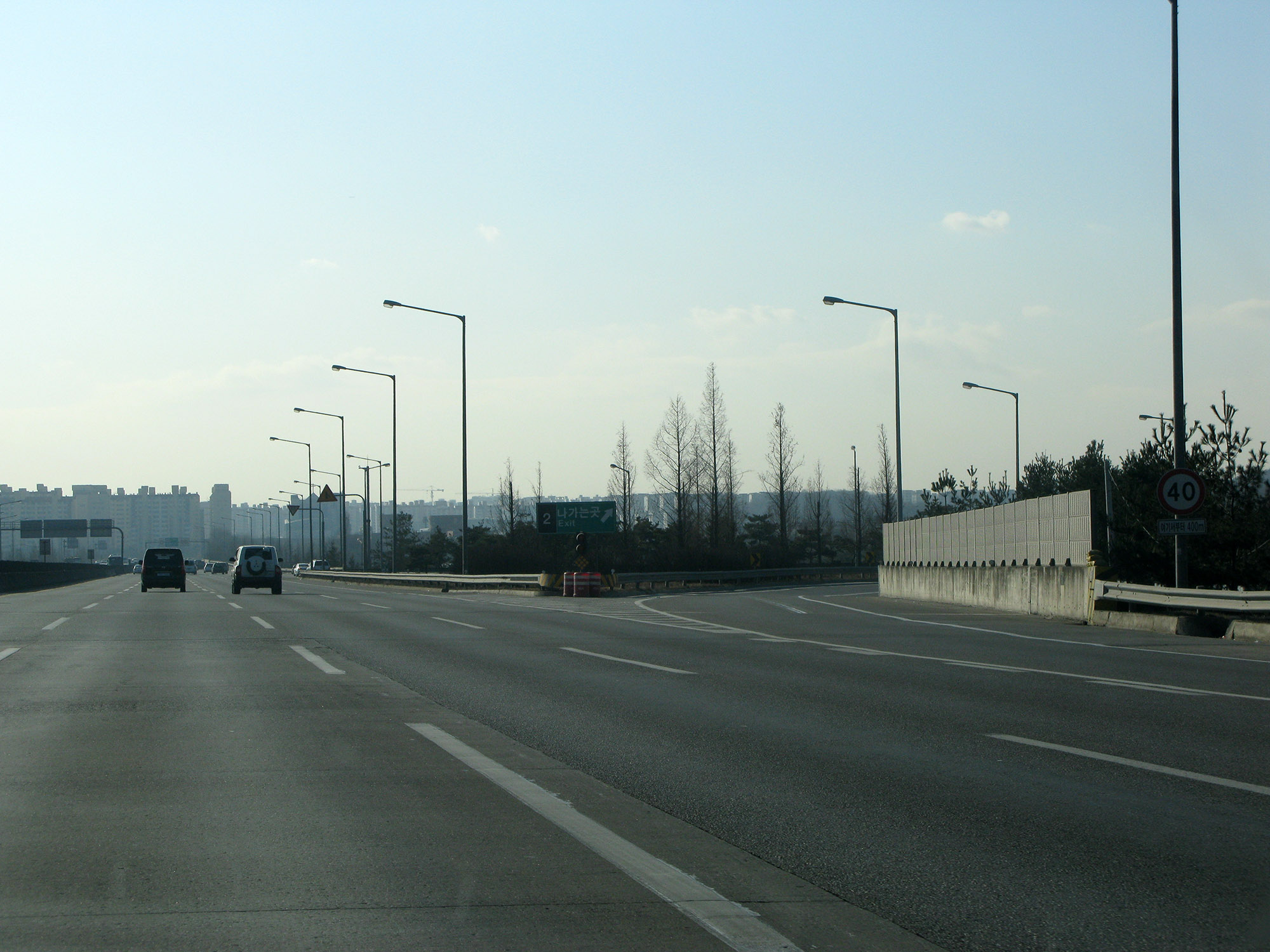
성남 나들목 진출 램프

- 위치: 경기도 성남시 중원구 성남동

## 접속하는 도로
- 국도 제3호선 (경충대로, 성남대로)
- 탄천로